# Clynelish
Clynelish ['klaɪ̯nlɪʃ] ist eine Whiskybrennerei bei Brora, Highland, Schottland.

## Geschichte

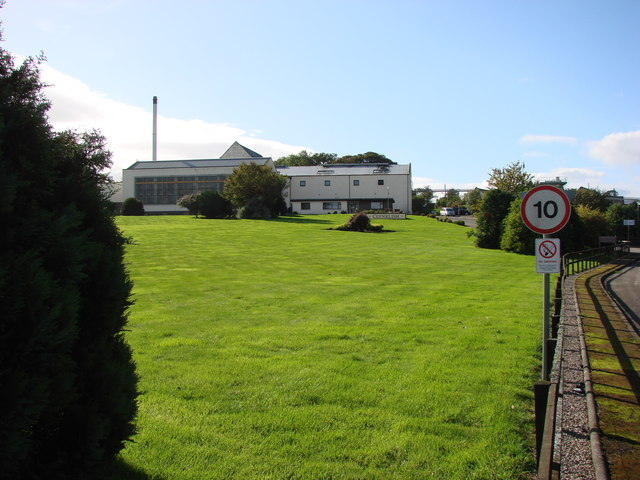
Die neue, 1967 erbaute Brennerei

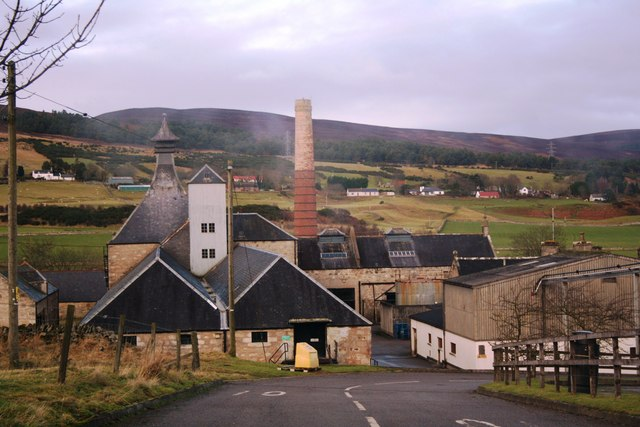
Die alte Brora-Destillerie, die Lagerhäuser werden heute von Clynelish genutzt

Es gab einen Vorgänger der heutigen Clynelish-Brennerei gleichen Namens, der 1819 von George Granville Levison-Gower, dem zweiten Marquis of Stafford und späterem Duke of Sutherland gegründet wurde. Die heutige Clynelish-Brennerei (zeitweise Clynelish B genannt) wurde 1967 direkt neben der alten Brennerei (zunächst als Clynelish A bezeichnet) errichtet, um diese abzulösen. Die alte Brennerei wurde im Mai 1968 eingemottet, ging aber schon im April 1969 wieder in Produktion. Clynelish A wurde daraufhin in Brora und Clynelish B in Clynelish umbenannt. Beide Brennereien produzierten bis 1983 parallel als die Brora-Brennerei geschlossen wurde, die aber seit Mai 2021 wieder mit der Produktion begonnen hat. Die Clynelish-Brennerei gehört seit 1987 zu United Distillers (UD) und damit seit 1998 zu Diageo, aber erst 1990 wurde die Lizenz von Ainslie & Heilbron Ltd. auf United Malt and Grain Distillers (UMGD), dem neuen Namen von Scottish Malt Distillers (SMD), übertragen. 2023 betrug die Besucherzahl von Clynelish etwa 19.000 Personen.

## Produktion

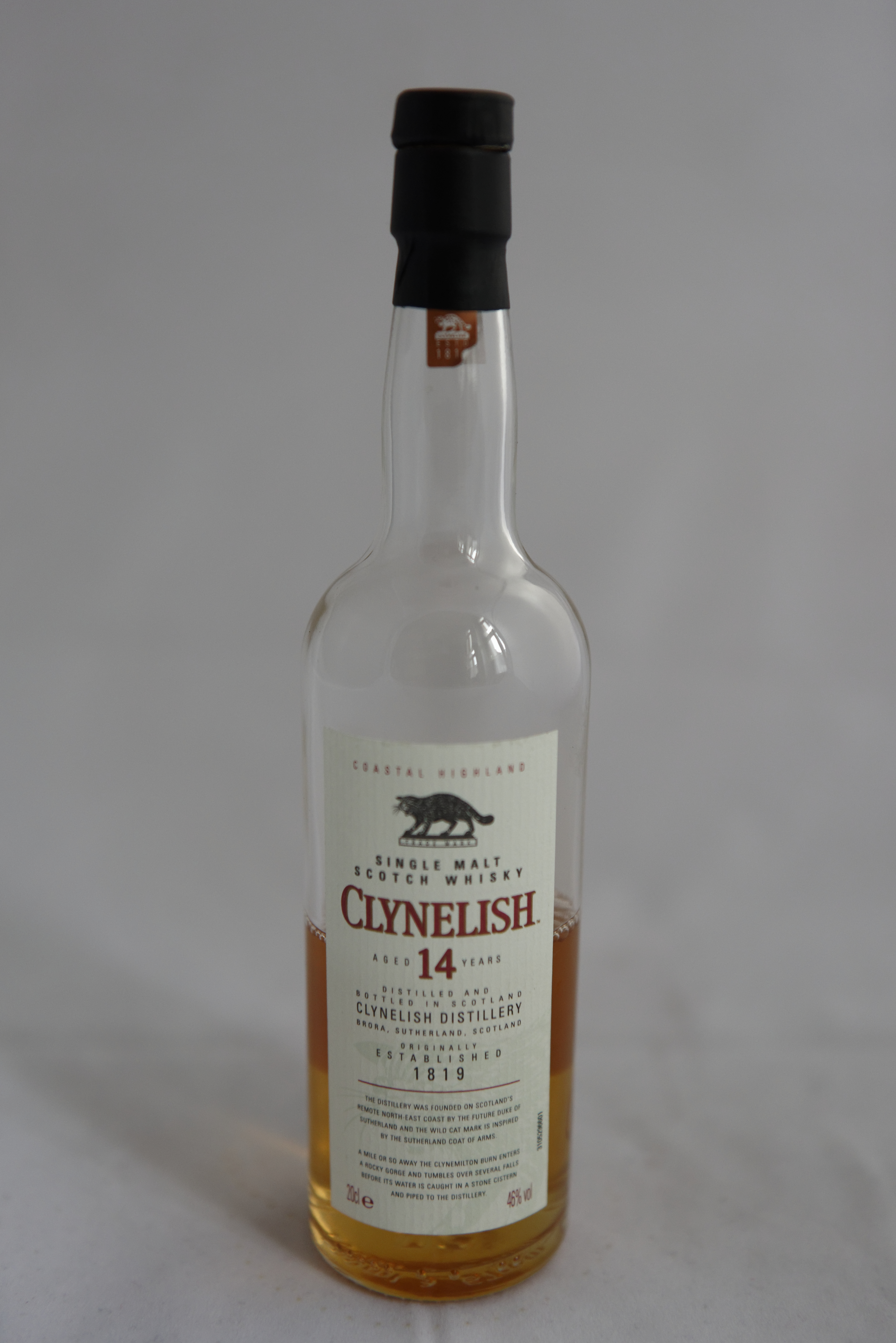
Clynelish Single Malt Scotch Whisky 14 Years

Das Wasser der zur Region Highlands/Northern Highlands gehörenden Brennerei stammt aus dem Clynemilton Burn. Das verwendete Malz wird aus der Mälzerei von Glen Ord bezogen. Clynelish verfügt über einen Maischbottich (12,5 t) aus rostfreiem Stahl und acht Gärbottiche (je 58.600 l) aus Lärchenholz. Destilliert wird in drei wash stills (je 17.000 l) und drei spirit stills (je 19.000 l), die durch Dampf erhitzt werden.